# Minireningsverk

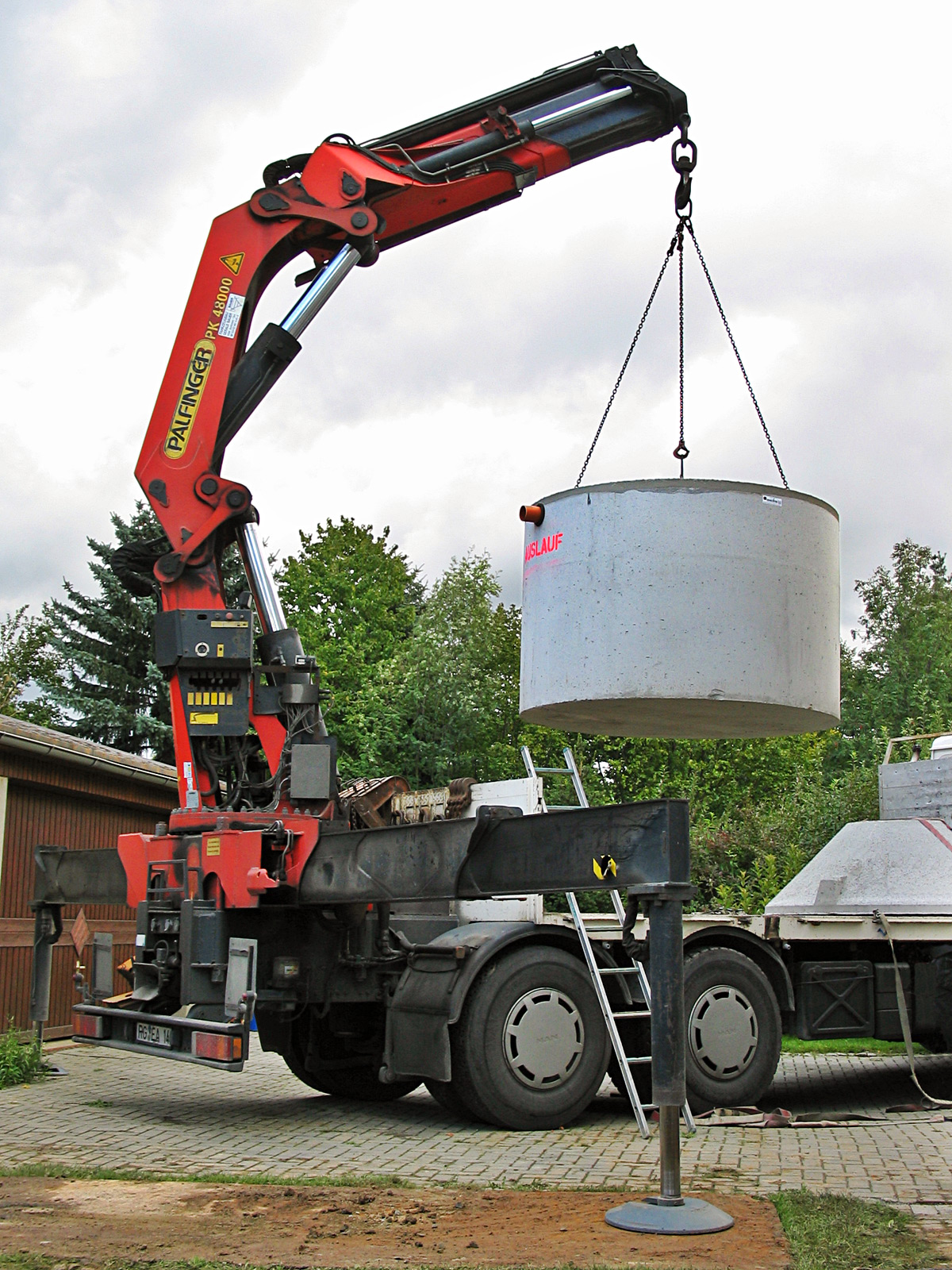
Delar av ett minireningsverk levereras

Ett minireningsverk är en typ av prefabricerad avloppsanordning som är avsedd att hantera avloppsvatten för enskilda hushåll utan kommunalt anslutet avloppssystem. Dessa system är utformade för att rena avloppsvatten från hushåll, inklusive bad-, disk-, tvätt- och WC-vatten, på ett effektivt och miljövänligt sätt.

## Funktion
Minireningsverk fungerar genom att avloppsvattnet leds till en tank där det genomgår en mekanisk, biologisk och kemisk rening. I den mekaniska reningsprocessen avskiljs slam och fett från vattnet. Därefter behandlas vattnet biologiskt genom att bakterier bryter ned föroreningarna. Slutligen kan vattnet behandlas kemiskt för att avlägsna fosfor och andra ämnen. Det renade vattnet leds sedan vidare till en efterbehandling, till exempel ett resorptionsdike, för att ytterligare rena det från kväve och smittämnen.

## Certifiering och standarder
Minireningsverk ska sedan 1 juli 2013 inom EU vara CE-märkta, vilket innebär att produkten har testats enligt en EU-standard (SS-EN 12566-3). Detta garanterar att produkten uppfyller kraven på avloppsvattenrening.